# Henri Theil

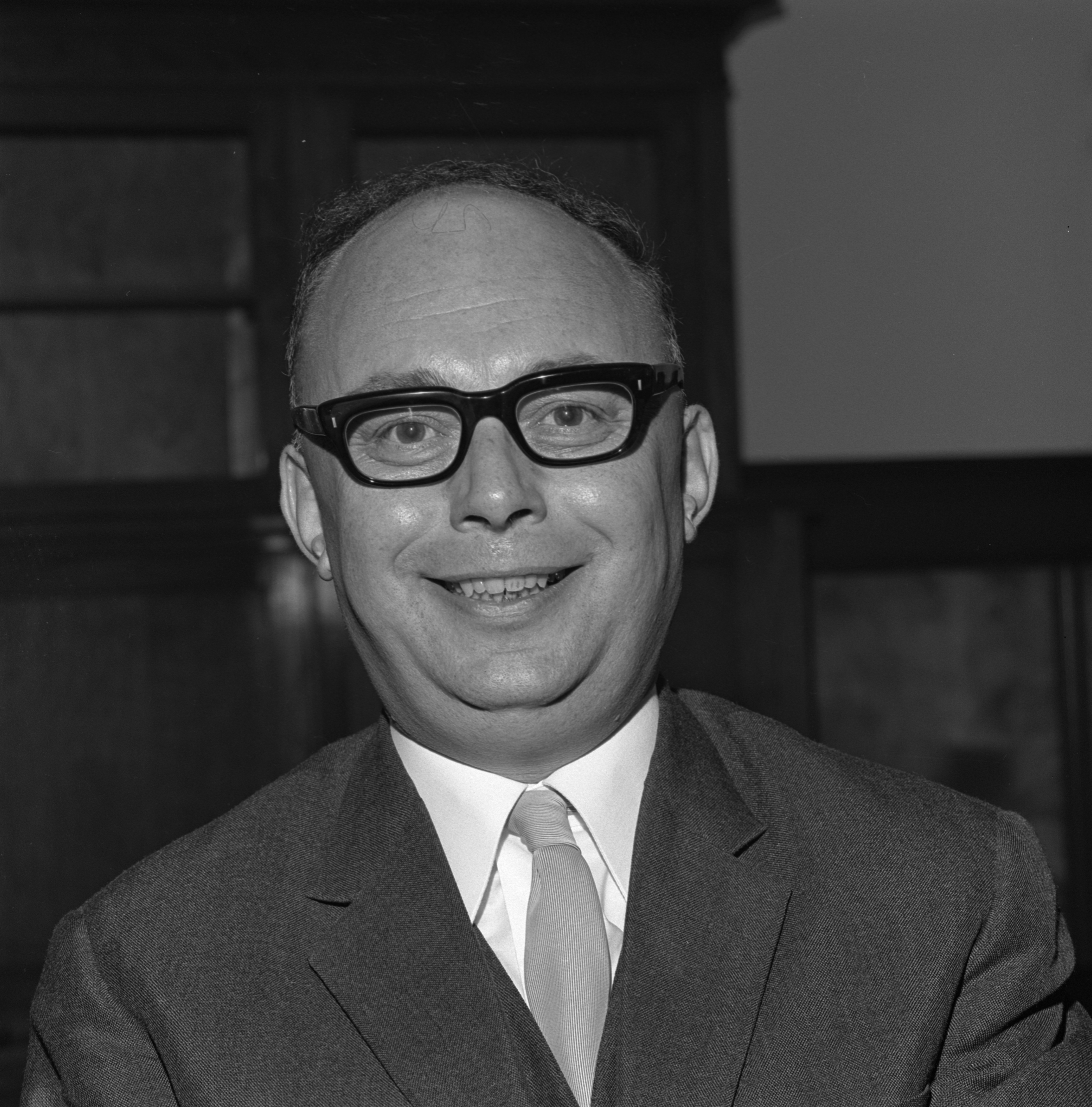
Prof. dr. H. Theil, 1966

Henri Theil (* 13. Oktober 1924 in Amsterdam; † 20. August 2000 in Jacksonville (Florida)) war ein niederländischer Ökonometriker.
Theil erhielt seine akademische Ausbildung an der Universität von Amsterdam. An der Erasmus-Universität Rotterdam war er der Nachfolger von Jan Tinbergen. Später unterrichtete er an der University of Chicago und an der University of Florida.
Bekannt wurde Henri Theil für den Theil-Index, ein Entropiemaß zur Angabe der Ungleichverteilung beispielsweise von Einkommen und Vermögen. Neben dem Gini-Koeffizienten ist der Theil-Index eines der am häufigsten verwendeten Ungleichverteilungsmaße.
1966 wurde er in die American Academy of Arts and Sciences und 1980 als korrespondierendes Mitglied in die Königlich Niederländische Akademie der Wissenschaften gewählt.